# Bomaanslag in Rheindahlen op 23 maart 1987
De bomaanslag in Rheindahlen op 23 maart 1987 was een aanslag met een autobom op JHQ Rheindahlen, een Britse legerplaats in Mönchengladbach-Rheindahlen, West-Duitsland. Bij de aanslag raakten 31 personen gewond. De aanslag werd opgeëist door de Provisional Irish Republican Army.

## Achtergrond
Vanaf 1968 waren protestanten en katholieken in Noord-Ierland verwikkeld in een etnisch nationalistisch conflict, dat bekend zou komen te staan als The Troubles. Aan republikeinse kant pleegden verschillende groeperingen, waaronder de Provisional IRA, aanslagen op het in Noord-Ierland aanwezige Britse leger. Deze aanslagen vonden in eerste instantie in Noord-Ierland en in Engeland plaats, maar vanaf 1979 begon de Provisional IRA met het uitvoeren van aanslagen in het Europese vasteland. Zo werd op 22 maart 1979 Richard Sykes, de Britse ambassadeur in Nederland, in Den Haag vermoord door de Provisional IRA. Als reden voor aanslagen op het Europese vasteland gaf de IRA dat het een goede manier was om de oorlog in Noord-Ierland bij een internationaal publiek onder de aandacht te brengen.

## De aanslag
De Provisional IRA plaatste een autobom met een gewicht van 136 kilogram vlak bij de officierskantine van JHQ Rheindahlen. Om 22:30 ontplofte de autobom. 27 West-Duitsers en vier Britten raakten gewond. De straat waarop de auto stond scheurde door de explosie open, en omliggende gebouwen en in de buurt geparkeerde auto's raakten ernstig beschadigd. Geen van de gewonden was in kritieke toestand; de meeste verwondingen waren veroorzaakt door rondvliegend glas. Anderen waren in shock. Onder andere de zware gordijnen hadden de personen in de kantine beschermd. Onder de West-Duitse gewonden waren vooral officieren en hun vrouwen, die een afscheidsfeestje vierden. De gewonden werden naar het RAF ziekenhuis in Wegberg gebracht, vlak bij de Nederlandse grens.
Een Engelssprekende man had vlak voor de explosie de Duitse pers gebeld om te waarschuwen voor de aanstaande aanslag.

## Nasleep
Na de aanslag eiste de Provisional IRA de aanslag op. Daarbij gaven ze aan een verwoestende klap uit te hebben willen delen, zonder daarbij burgers te willen verwonden. De aanslag werd later ook opgeëist door The National Democratic Front for the Liberation of West Germany, en tot dan toe onbekende groepering.